# Équipe de Slovénie féminine de handball
Maillots
Dernière mise à jour : 24 octobre 2024.
L'équipe de Slovénie féminine de handball représente la fédération slovène de handball lors des compétitions internationales, notamment aux Jeux olympiques et aux championnats du monde.

## Palmarès
La Slovénie compte quatre médailles à son palmarès, toutes remportées aux Jeux méditerranéens :
- médaille d'argent aux Jeux méditerranéens de 2013
- médaille de bronze aux Jeux méditerranéens de 1997, 2001 et 2018

## Parcours
Pour le parcours jusqu'en 1992, voir la Yougoslavie.
| Jeux olympiques - 1992 à 2020 : non qualifiée - 2024 : 11e Jeux méditerranéens - 1993 : 4e - 1997 : - 2001 : - 2005 : 7e - 2009 : 7e - 2013 : - 2018 : - 2022 : non participant | Championnats du monde - 1993 : non qualifiée - 1995 : non qualifiée - 1997 : 18e - 1999 : non qualifiée - 2001 : 9e - 2003 : 8e - 2005 : 14e - 2007 à 2015 : non qualifiée - 2017 : 14e - 2019 : 19e - 2021 : 17e - 2023 : 11e - 2025 : à venir | Championnats d'Europe - 1994 à 2002 : non qualifiée - 2002 : 10e - 2004 : 9e - 2006 : 16e - 2010 : 16e - 2012 et 2014 : non qualifiée - 2016 : 14e - 2018 : 13e - 2020 : 16e - 2022 : 8e - 2024 : qualifiée |

## Effectif actuel
L'effectif de l'équipe Jeux olympiques de 2024 est :

## Personnalités liées à la sélection

### Joueuses
Les joueuses les plus capées et meilleures buteuses en août 2024 après les Jeux olympiques 2024 sont :
| \| Rang \| Joueur \| Sél. \| Buts \| Moy. \| \| ---- \| ----------------------- \| ---- \| ---- \| ---- \| \| 1 \| Sergeja Stefanišin (en) \| 212 \| 0 \| 0 \| \| 2 \| Tatjana Oder \| 164 \| 686 \| 4,2 \| \| 3 \| Ana Gros \| 159 \| 767 \| 4,8 \| \| 4 \| Anja Frešer (en) \| 143 \| 531 \| 3,7 \| \| 5 \| Vesna Vinčić \| 132 \| 121 \| 0,9 \| \| 6 \| Katja Kurent \| 126 \| 206 \| 1,6 \| \| 7 \| Deja Ivanović (Doler) \| 116 \| 276 \| 2,4 \| \| 8 \| Neli Irman (en) \| 115 \| 292 \| 2,5 \| \| 9 \| Tjaša Stanko \| 113 \| 448 \| 4,0 \| \| 10 \| Barbara Lazović \| 112 \| 328 \| 2,9 \| \| ... \| \| \| \| \| \| 24 \| Simona Šturm \| 79 \| 593 \| 7,5 \| | - Joueuse active Parmi les autres joueuses, on trouve : - 12 Amra Pandžić (active, 108 / 9 / 0) - 14 Alja Varagić (active, 106 / 242 / 2,1) - 19 Tanja Dajčman (85 / 178 / 2,1) - 30 Nina Jeriček (68 / 141 / 2,1) - 34 Maja Son (65 / 190 / 2,9) - 34 Lina Krhlikar (65 / 82 / 1,3) - 42 Nataliya Derepasko (51 / 278 / 5,5) |      |      |      |
| Rang | Joueur | Sél. | Buts | Moy. |
| 1 | Sergeja Stefanišin (en) | 212  | 0    | 0    |
| 2 | Tatjana Oder | 164  | 686  | 4,2  |
| 3 | Ana Gros | 159  | 767  | 4,8  |
| 4 | Anja Frešer (en) | 143  | 531  | 3,7  |
| 5 | Vesna Vinčić | 132  | 121  | 0,9  |
| 6 | Katja Kurent | 126  | 206  | 1,6  |
| 7 | Deja Ivanović (Doler) | 116  | 276  | 2,4  |
| 8 | Neli Irman (en) | 115  | 292  | 2,5  |
| 9 | Tjaša Stanko | 113  | 448  | 4,0  |
| 10 | Barbara Lazović | 112  | 328  | 2,9  |
| ... | |      |      |      |
| 24 | Simona Šturm | 79   | 593  | 7,5  |

### Sélectionneurs
- Tone Tiselj (en) : dans les années 2000
- Uroš Bregar (en) : de 2015 à 2021
- Dragan Adžić (en) : depuis 2021